# HMS Duncan (I99)
HMS Duncan (D99) là một tàu khu trục lớp D được Hải quân Hoàng gia Anh Quốc chế tạo vào đầu những năm 1930. Là một soái hạm khu trục, nó thoạt tiên được phân về Hạm đội Địa Trung Hải trước khi được điều sang Trạm Trung Quốc vào đầu năm 1935, nơi nó ở lại cho đến giữa năm 1938. Duncan quay trở lại Hạm đội Địa Trung Hải ngay trước khi Chiến tranh Thế giới thứ hai bắt đầu vào tháng 9 năm 1939. Nó được chuyển sang Hạm đội Nhà vào tháng 12 năm 1939, cho dù nó bị hư hại do một tai nạn va chạm vào tháng tiếp theo, công việc sửa chữa kéo dài đến tận tháng 7 năm 1940. Nó gia nhập Lực lượng H tại Gibraltar vào tháng 10, hộ tống các tàu chiến lớn và nhiều đoàn tàu vận tải cho đến tháng 3 năm 1941, khi nó được chuyển sang Tây Phi làm nhiệm vụ hộ tống vận tải trong vài tháng. Duncan gia nhập trở lại Chi hạm đội Khu trục 13 tại Gibraltar vào tháng 7, hộ tống nhiều đoàn tàu vận tải đi đến Malta cho đến hết thời gian còn lại của năm. Sau một đợt tái trang bị, nó tái gia nhập Chi hạm đội Khu trục 13 trước khi chuyển sang Hạm đội Đông tham gia Chiến dịch Ironclad vào tháng 5 năm 1942. Con tàu được gọi quay trở về nhà để cải biến thành một tàu khu trục hộ tống vào cuối năm 1942.
Duncan được phân về Đội hộ tống B-7 tại Bắc Đại Tây Dương sau khi việc cải biến hoàn tất vào tháng 5 năm 1943. Nó đã hộ tống một số đoàn tàu vận tải, giúp vào việc đánh chìm hai tàu ngầm Đức vào tháng 10 năm 1943 trước khi được tái trang bị kéo dài từ tháng 11 năm 1943 đến tháng 5 năm 1944. Con tàu được điều sang nhiệm vụ chống tàu ngầm thuộc Bộ chỉ huy Tiếp cận phía Tây, ở lại đây cho đến tháng 4 năm 1945 khi được chuyển sang tuần tra chống tàu ngầm duyên hải đối phó lại những nỗ lực cuối cùng của Hải quân Đức muốn phá hoại con đường tiếp tế của Đồng Minh sang lục địa Châu Âu. Được đưa về lực lượng dự bị một tháng sau đó, Duncan ở trong tình trạng vật chất rất kém, nên bị bán để tháo dỡ vào cuối năm đó. Tuy nhiên, việc tháo dỡ chỉ hoàn tất vào năm 1949.

## Thiết kế và chế tạo
Duncan có trọng lượng choán nước tiêu chuẩn 1.400 tấn Anh (1.400 t), và lên đến 1.901 tấn Anh (1.932 t) khi đầy tải. Nó có chiều dài chung 329 foot (100,3 m), mạn thuyền rộng 33 foot (10,1 m) và mớn nước 12 foot 6 inch (3,8 m). Con tàu được cung cấp động lực bởi hai turbine hơi nước hộp số Parsons, dẫn động hai trục chân vịt, tạo ra công suất 36.000 mã lực càng (27.000 kW) cho phép đạt tốc độ tối đa 36 hải lý trên giờ (67 km/h; 41 mph). Hơi nước cho turbine được cung cấp bởi ba nồi hơi ống nước Admiralty hoạt động ở áp suất 310 psi (2.137 kPa). Duncan mang theo tối đa 390 tấn Anh (400 t) dầu đốt cho phép nó có tầm xa hoạt động 5.870 hải lý (10.870 km; 6.760 mi) ở tốc độ đường trường 15 hải lý trên giờ (28 km/h; 17 mph). Thành phần thủy thủ đoàn bao gồm 175 sĩ quan và thủy thủ.
Chiếc tàu khu trục được trang bị bốn khẩu pháo QF 4,7 in (120 mm) Mk IX trên các tháp pháo đơn, được đặt tên 'A', 'B', 'X' và 'Y' tuần tự từ trước ra sau. Cho mục đích phòng không, Duncan có một khẩu QF 12-pounder Mk V bố trí giữa hai ống khói và hai khẩu đội súng máy QF 0.5-inch Vickers Mk III bốn nòng đặt ở hai bên cánh cầu tàu. Nó còn được trang bị hai bệ ống phóng ngư lôi bốn nòng trên mặt nước dùng cho ngư lôi 21 in (530 mm). Một đường ray và hai máy phóng được dùng để thả mìn sâu, thoạt tiên mang theo 20 quả mìn, nhưng được tăng lên 35 quả không lâu sau khi chiến tranh bắt đầu. Vào năm 1936, khẩu pháo 12 pounder được thay thế bởi hai khẩu QF 2-pounder 40 milimét (1,6 in) Mk II; và chỉ ít lâu sau cuộc triệt thoái Dunkirk, bệ ống phóng ngư lôi phía sau được tháo dỡ thay bằng một khẩu 12 pounder phòng không, súng máy.50 bốn nòng được thay bằng pháo Oerlikon 20 mm.
Duncan được đặt hàng vào ngày 2 tháng 2 năm 1931 tại Xưởng tàu Portsmouth trong Kế hoạch Chế tạo 1930. Nó được đặt lườn vào ngày 25 tháng 9 năm 1931, hạ thủy vào ngày 7 tháng 7 năm 1932, và nhập biên chế cùng Hải quân Anh vào ngày 31 tháng 3 năm 1933. Được chế tạo như một soái hạm khu trục, nó có trọng lượng choán nước nặng hơn 25 tấn dài so với những chiếc còn lại trong lớp và mang thêm 30 nhân sự, vốn hình thành nên ban tham mưu của Tư lệnh Chi hạm đội khu trục.

## Lịch sử hoạt động

### Trước chiến tranh
Duncan thoạt tiên được cử làm soái hạm của Chi hạm đội Khu trục 1 tại Địa Trung Hải, và đã thực hiện một chuyến viếng thăm ngắn đến vịnh Ba Tư và Hồng Hải vào tháng 9–tháng 11 năm 1933. Sau khi được tái trang bị tại Portsmouth từ ngày 3 tháng 9 đến ngày 23 tháng 10, nó dẫn đầu phần lớc chi hạm đội của nó đi sang Trạm Trung Quốc, đi đến Hồng Kông vào ngày 3 tháng 1 năm 1935. Trong những năm tiếp theo, nó thực hiện những chuyến đi phô trương lực lượng tại Viễn Đông, viếng thăm Nhật Bản, Philippines, Đông Ấn thuộc Hà Lan, Singapore, Thái Lan và Malaya. Con tàu được sửa chữa từ ngày 14 tháng 12 năm 1936 đến ngày 4 tháng 1 năm 1937 do bị hư hại khi thử nghiệm kỹ thuật tiếp nhiên liệu ngoài khơi. Nó đang ở tại Thượng Hải, Trung Quốc khi cuộc Chiến tranh Trung-Nhật nổ ra vào năm 1937, và đã cùng với tàu xà-lúp HMS Falmouth giúp triệt thoái thường dân Anh đến Woosung. Ngày 28 tháng 10 năm 1938, Duncan bị chiếc tàu hơi nước Hy Lạp Pipina húc phải đang khi neo đậu tại Phúc Châu, Trung Quốc; con tàu được sửa chữa tại Hồng Kông từ ngày 31 tháng 10 đến ngày 14 tháng 1 năm 1939. Nó bị hư hại nhẹ do bị một mục tiêu tốc độ cao va chạm tại Uy Hải Vệ, Trung Quốc, vào tháng 7 năm 1939.

### Thế Chiến II
Khi chiến tranh nổ ra, Duncan cùng các tàu chị em Diana, Daring và Dainty được chuyển về Hạm đội Địa Trung Hải, đi đến Alexandria vào ngày 30 tháng 9. Tất cả các con tàu đều đang trong tình trạng vật chất khá kém, và sau khi được sửa chữa, chúng tiến hành các cuộc tuần tra. Vào tháng 12, Duncan cùng với tàu chị em Duchess được phân công hộ tống thiết giáp hạm Barham quay trở về Anh; chúng rời Gibraltar vào ngày 6 tháng 12. Vào lúc sáng ngày 10 tháng 12, Barham va chạm với Duchess ngoài khơi Mull of Kintyre trong hoàn cảnh sương mù dày đặc, khiến chiếc tàu khu trục bị đắm và 124 người thiệt mạng. Duncan sau đó được chuyển sang Chi hạm đội Khu trục 3 trực thuộc Hạm đội Nhà vào ngày 12 tháng 12.
Nó bị hư hại do va chạm với một tàu buôn vào ngày 17 tháng 1 năm 1940 đang khi hộ tống Đoàn tàu vận tải ON18, tạo một lỗ thủng dài 20 foot (6,1 m) bên mạn tàu, nhưng may mắn là nó không bị đắm và được kéo quay về cảng. Sau khi được sửa chữa tạm thời tại Invergordon, nó được kéo đến Grangemouth để sửa chữa, công việc chỉ hoàn tất vào ngày 22 tháng 7. Nó quay trở lại Scapa Flow và tái gia nhập Chi hạm đội 3 trước khi được điều động sang Chi hạm đội Khu trục 13 đặt căn cứ tại Gibraltar vào tháng 10, hộ tống cho tàu sân bay Ark Royal, thiết giáp hạm Barham, tàu tuần dương hạng nặng Berwick cùng các tàu tuần dương hạng nhẹ Glasgow và Sheffield từ Firth of Clyde đi Gibraltar. Gia nhập Lực lượng H, Duncan từng hộ tống cho Barham trong Chiến dịch Coat, hộ tống cho tàu sân bay Argus khi nó vận chuyển máy bay tiêm kích Hawker Hurricane đến Malta trong Chiến dịch White, và hộ tống Lực lượng F đến Malta trong Chiến dịch Collar vào tháng 11. Trong trận mũi Spartivento vào cuối tháng 11, Duncan được giao nhiệm vụ dẫn dắt đoàn tàu vận tải tránh xa các tàu chiến Ý.
Ngày 1 tháng 1 năm 1941, nó dẫn đầu bốn tàu chiến thuộc Chi hạm đội Khu trục 13 đánh chặn một đoàn tàu vận tải thuộc phe Vichy Pháp gần Mellila và chiếm được cả bốn chiếc tàu buôn của đoàn tàu. Vài ngày sau nó tham gia Chiến dịch Excess, một đoàn tàu vận tải quân sự đưa hàng tiếp liệu đến Piraeus và Alexandria. Trong Chiến dịch Grog vào đầu tháng 2, nó hộ tống các tàu chiến lớn thuộc Lực lượng H khi chúng bắn phá Genoa. Sau đó Duncan hộ tống tàu chiến-tuần dương Repulse và tàu sân bay Furious đi từ Gibralta đến Tây Phi vào đầu tháng 3, và tiếp tục ở lại lại đó. Đặt căn cứ tại Freetown, chiếc tàu khu trục hộ tống các đoàn tàu vận tải đi qua vùng biển Tây Phi cho đến tháng 7, khi nó được gọi quay trở lại Địa Trung Hải hộ tống cho Chiến dịch Substance, một đoàn tàu vận tải đi từ Gibralta đến Malta vào tháng 7 năm 1941. Được chuyển trở lại Chi hạm đội 13, Duncan ở lại Gibralta và nằm trong thành phần hộ tống gần cho đoàn tàu vận tải của Chiến dịch Halberd vào cuối tháng 9.
Vào tháng 10, Duncan được phân công trong thành phần hộ tống cho đoàn tàu vận tải HG 75 đi từ Gibralta đến Liverpool, trước khi được tái trang bị tại xưởng tàu Sheerness. Công việc bắt đầu từ ngày 16 tháng 11, và chỉ kết thúc vào ngày 23 tháng 1 năm 1942, khi Duncan tái gia nhập Chi hạm đội 13 tại Gibraltar. Vào cuối tháng 2 và tháng 3, nó hộ tống cho các tàu sân bay Eagle và Argus khi chúng vận chuyển máy bay  đến Malta. Trong tháng tiếp theo, nó được điều động sang Chi hạm đội Khu trục 22 trực thuộc Hạm đội Đông để hỗ trợ cho Chiến dịch Ironclad nhằm chiếm đóng Diego Suarez. Sau bốn tháng hoạt động tại Ấn Đô Dương, nó được quyết định cải biến thành một tàu khu trục hộ tống, nên được gọi quay trở về Anh ngang qua mũi Hảo Vọng như một tàu hộ tống cho thiết giáp hạm Royal Sovereign. Con tàu về đến Greenock vào ngày 16 tháng 11, nhưng công việc cải biến tại Tilbury chỉ bắt đầu vào ngày 24 tháng 11.
Quá trình nâng cấp bao gồm việc thay thế tháp pháo 'A' bằng một dàn súng cối chống tàu ngầm Hedgehog; bộ điều khiển hỏa lực và máy đo tầm xa đặt trên nóc cầu tàu được thay thế bằng radar dò tìm mục tiêu Kiểu 271; thay thế hai khẩu 2-pounder phòng không đặt giữa hai ống khói bằng hai khẩu pháo tự động Oerlikon 20 mm đồng thời bổ sung thêm hai khẩu Oerlikon trên bệ đèn pha và tháo dỡ khẩu 12-pounder phòng không. Tháp pháo 'Y' cũng được tháo dỡ nhằm tăng lượng mìn sâu mang theo lên 98 quả.
Vào tháng 3 năm 1943, Duncan tiến hành chạy thử máy rồi đi đến Tobermory để huấn luyện. Đến tháng 4, nó gia nhập Lực lượng Hộ tống B-7 như là soái hạm, dưới quyền Trung tá Hải quân Peter Gretton vào đúng lúc cao điểm của Trận Đại Tây Dương. Nó đã hộ tống cho Đoàn tàu vận tải ONS-5 vào đầu tháng 5 vốn can dự vào một cuộc đụng độ lớn, khi sáu tàu ngầm U boat bị tiêu diệt với tổn thất 13 tàu vận tải, cho dù Duncan bị buộc phải rút lui do thiếu nhiên liệu trước khi trận chiến kết thúc. Cuối tháng đó, nó hộ tống cho Đoàn tàu vận tải SC-130, khi ba chiếc U boat bị đánh chìm mà không thiệt hại tàu vận tải nào. Duncan tiếp tục nhiệm vụ hộ tống tại Bắc Đại Tây Dương cho đến tháng 10 năm 1943; vào ngày 16 tháng 10, chiếc tàu khu trục đã cứu vớt 15 người sống sót từ chiếc tàu ngầm U-470 vốn bị một máy bay ném bom Consolidated B-24 Liberator thuộc Không quân Hoàng gia Anh đánh chìm trước đó. Đang khi bảo vệ cho Đoàn tàu vận tải ON-207 vào ngày 23 tháng 10, Duncan cùng với tàu khu trục Vidette và một máy bay Liberator thuộc Liên đội 224 Không quân Hoàng gia đã phối hợp đánh chìm U-274. Sáu ngày sau, 29 tháng 10, Duncan chia sẻ chiến công đánh chìm U-282 cùng với Vidette và chiếc tàu corvette Sunflower trong khi bảo vệ cho Đoàn tàu vận tải ON-208.
Vào lúc này tình trạng vật chất của con tàu rất kém, đòi hỏi phải được tái trang bị rộng rãi; công việc kếo dài từ ngày 12 tháng 11 năm 1943 đến ngày 17 tháng 5 năm 1944 tại xưởng tàu North Woolwich, Luân Đôn của hãng Harland and Wolff. Sau khi hoàn tất, nó được điều động về Đội hộ tống 14 cho các hoạt động chống tàu ngầm tại khu vực tiếp cận phía Tây. Duncan tiến hành các hoạt động hộ tống và chống tàu ngầm cho đến tháng 4 năm 1945, khi nó được chuyển sang Lực lượng Hộ tống Duyên hải Greenock. Con tàu được đưa về lực lượng dự bị vào ngày 13 tháng 5, và được chuyển đến Barrow vào ngày 9 tháng 6. Nó được chấp nhận để loại bỏ ngay lập tức vào ngày 8 tháng 7, do đã bị rò rỉ năm tấn nước mỗi ngày. Duncan được bán cho BISCO để tháo dỡ sau đó, nhưng công việc chỉ hoàn tất vào năm 1949.